# Black Canary
Black Canary (pol. Czarny Kanarek), superbohaterka z komiksów DC. Stworzona przez pisarza Roberta Kanighera i artystę Carmine Infantino. Jej postać pierwszy raz pojawiła się w Flash Comics #86 (sierpień 1947).
Black Canary znana jest z jej wyszkolenia w sztukach walki oraz ze zdolności zwanej płaczem kanarka – potężnego krzyku, który jest w stanie rozbijać obiekty i obezwładniać złoczyńców. W pierwszym pokoleniu superbohaterów była członkiem Justice Society of America – pierwszej grupy zrzeszającej herosów pojawiających się w komiksach.
W 1980 do Kanarka przypisywano dwie postacie: zarówno Dinah Drake, która w złotym wieku wyszła za mąż za detektywa Larry’ego Lance’a z Gotham City; jak i ich córka Dinah Laurel Lance, występująca w obecnych historiach.

## Życiorys

### Złoty wiek
Black Canary pierwszy raz pojawiła się w Flash Comics #86 w 1947 roku jako wsparcie postaci Johnny Thunder. Początkowo wydawała się być czarnym charakterem, na dodatek zakochał się w niej Johnny. Jednak okazało się, że jest wtyczką infiltrującą gang od wewnątrz.
Czarny Kanarek okazała się na tyle popularna, że powróciła w Flash Comics #92 i doczekała się własnej historii. Dinah Drake była czarnowłosą kwiaciarką, która romansowała z detektywem Larrym Lance’em z Gotham City Police Department.
Jej kostium składał się z blond peruki, pończoch, butów pirackich, gorsetu i rozpiętej kurtki. Początkowo nosiła również maskę dominy. Black Canary wkrótce dołączyła do Justice Society of America.

### Srebrny wiek
Black Canary była jedną z postaci, które przywrócono do łask w latach 60. i przedstawiono ją jako istniejącą w równoległym świecie zwanym Ziemia-2. Okazało się również, że Dinah wyszła za mąż za Larry’ego Lance’a w latach 50., a także jest częścią różnych drużyn: JSA i JL z Ziemi-1.
W 1969 roku JSA i JLA łączą siły przeciwko stworzeniu zwanemu Aquarius, wtedy też ginie Larry Lance ratując Dinah przed atakiem potwora. Z żalu Kanarek zdecydował się przenieść na Ziemię-1 i przyłączyć się do JLA. Z czasem zaczęła umawiać się na randki ze swoim kolegą Green Arrowem oraz odkryła, że w jakiś sposób posiadła ultradźwiękowy krzyk, nazwany później płaczem kanarka.
W Justice League of America #219 i #220 ujawniono, że jest ona córką oryginalnej Black Canary i jej męża.

## Umiejętności i kompetencje
Czarny Kanarek posiada zdolność zwaną płaczem kanarka – wysoki, soniczny okrzyk, który potrafi rozbijać obiekty i obezwładniać przeciwnika. Analizując jego możliwości, Doctor Mid-Nite uznał, że może on osiągnąć ultradźwiękowe częstotliwości, które czynią człowieka nieprzytomnym. Jednak płacz okazuje się zupełnie bezużyteczny, gdy Dinah nie może otworzyć ust.
Dinah odkrywa, że jej krzyk może powodować poważne szkody nawet dla tak potężnej istoty jak Wonder Woman (użyła tej możliwości by obezwładnić Gigantę, a także wspólnie z Silver Banshee pokonała Amazo). Czarny Kanarek rzadko używa swoich meta-zdolności podczas walki, preferuje walkę wręcz. Płaczu kanarka używa tylko na znacznie silniejszych przeciwników. Selektywne wykorzystanie nadprzyrodzonych talentów czyni z Black Canary jedną z nielicznych postaci, które decydują się korzystać raczej z wyuczonych zdolności niż wrodzonych talentów.
Czarny Kanarek straciła swój płacz w serii Green Arrow. Mimo, to walczyła z przestępcami przez wiele lat zanim odzyskała go w serii Birds of Prey, dzięki zanurzeniu w Lazarus Pits Ra’s al Ghula.
Black Canary jest również niezwykle biegła w posługiwaniu się sztukami walki (w Birds of Prey #125  Oracle sugeruje, że mogłaby pokonać nawet samego Batmana, a Lady Shiva uważa ją za równą sobie). Ponadto Dinah posiada niesamowity refleks, wielokrotnie wykazała ona zdolność zniszczenia strzały w locie. Dinah jest także ekspertką w sprawach motocykli.
Pomimo jej częstych kłótni z Oracle, Dinah jest rozjemcą pomiędzy członkami zespołu. Próbuje zaszczepić poczucie ludzkości w jej towarzyszach, zwłaszcza Huntress, która ma skłonność do używania nieproporcjonalnej siły.
Dinah jest silnym przywódcą i dobrym strategiem – cechy uznawane przez innych superbohaterów, którzy wybrali ją jako przewodniczącą JLA (John Stewart spekulował, że Black Canary jest „taktycznie najlepszym przewodniczącym Justice League, jakiego nigdy wcześniej nie było”, umieścił jej strategiczne umiejętności tuż obok Batmana, z charyzmą porównywalną do Supermana). Po wielu latach walki z przestępczością, ona również posiadła wielkie umiejętności detektywistyczne, choć nie na równi z Batmanem, Questionem, czy Elongated Manem.
W Birds of Prey Dinah okazuje niechęć do komputerów (jest przeciwieństwem liderki grupy Oracle, która jest geniuszem komputerowym).

## W innych mediach

### Telewizja

#### Legends of Superheroes
W 1979 pojawiła się w dwóch odcinkach Legends of Superheroes, zagrała ją Danuta Wesley.

#### Ptaki Nocy
Bohaterka Carolyn Lance pojawiła się w 2002 roku w serialu Ptaki Nocy/Birds of Prey, zagrała ją Lori Loughlin. Postać była biologiczną matką jednej z podstawowych bohaterek Dinah Redmond (grana przez Rachel Skarsten) – nastolatki posiadającej nadprzyrodzone zdolności, która po ucieczce od przybranych rodziców, znalazła schronienie u Oracle / Barbara Gordon. Jej płacz kanarka jest aktywowany przez gwizd, a nie przez krzyk. Jej los jest niejednoznaczny. Mimo szybkiej śmierci, okazało się, że gdyby serial był kontynuowany, to Black Canary nadal by żyła i połączyła się z córką. Początkowo to Dinah Redmond miała zostać Kanarkiem, jednak zmieniono to ze względu na oburzenie fanów komiksów.

#### Smallville
- W serialu Tajemnice Smallville Dinah Lance pojawia się w sezonie siódmym w odcinku Siren[2], gdzie zagrała ją Alaina Huffman. Jako Dinah nosi długie czarne włosy (peruka), działając jednocześnie jako kontrowersyjny, konserwatywny publicysta w Daily Planet w Metropolis. W nocy używa swojego nadludzkiego, ultradźwiękowego krzyku. Jest najemnicą, działającą w imię wadliwej sprawiedliwości. W tym wcieleniu ma krótkie blond włosy i maskę na twarzy utworzoną z czarnego makijażu. Została zatrudniona przez Lexa Luthora by porwać Zieloną Strzałę. Oliver Queen i Clark Kent uświadamiają jej, że to Lex jest tym złym. Chloe nazywa ją żółtym krukiem, jednak Clark wybiera dla niej nazwę czarny kanarek. Dinah dołącza do grupy herosów Olivera.
- Dinah pojawia się również w sezonie ósmym w odcinku premierowym i finale.
- Sezon 9

Matkę Dinah widzimy na obrazie przedstawiającym członków JSA. W finale sezonu 9 widzimy ją na ekranie monitora. Ma tam już długie blond włosy.

### Kreskówki
- Black Canary, albo ktoś podobny pojawia się na przyjęciu u Bruce’a Wayne’a w filmie Mystery of the Batwoman.
- W Lidze Sprawiedliwych, w odcinku Legends jest pokazana Justice Guild of America z równoległego wszechświata. Jedna członkini gildii nazywała się Black Siren. Była odpowiednikiem Czarnego Kanarka ze złotego wieku. Jej prawdziwe imię brzmiało Donna Vance.
- Black Canary jest jedną z bohaterek w serialu Liga Sprawiedliwych bez granic.
- Czarny Kanarek pojawia się również jako członkini JSA na początku napisów końcowych filmu Liga Sprawiedliwych: Nowa Granica.
- Kanarek pojawia się także w serialu Batman: Odważni i bezwzględni w epizodzie Night of the Huntress!, gdzie razem z Batmanem stara się powstrzymać Salomona Grundiego.
- Black Canary pojawia się w serialu Liga Młodych.

### Gry video
Pojawia się m.in. w DC Universe Online, serii LEGO Batman i Injustice 2.